# Alpine Skiweltmeisterschaften 1978
Die 25. Alpinen Skiweltmeisterschaften fanden vom 29. Januar bis 5. Februar 1978 in Garmisch-Partenkirchen in Deutschland statt.

## Wahl des Austragungsortes
Die Nominierung war beim 30. FIS-Kongress Ende Mai 1975 in San Francisco erfolgt. Somit wurden zum ersten Mal überhaupt alpine Skiweltmeisterschaften in Deutschland veranstaltet; lediglich die ebenfalls in Garmisch-Partenkirchen ausgetragenen Skiwettbewerbe bei den Olympischen Winterspielen 1936 waren ein vergleichbares Großereignis. Zwar hatte sich Deutschland (ebenfalls mit Garmisch-Partenkirchen) für die Weltmeisterschaften 1958 beworben, doch seine Bewerbung zurückgezogen, als bekannt geworden war, dass die Weltmeisterschaften getrennt nach alpinen und nordischen Bewerben durchgeführt werden. Es dauerte wiederum 33 Jahre, ehe (an selber Stelle) im Jahr 2011 Alpin-Weltmeisterschaften auf deutschem Boden stattfanden.

### Starter
Während bei den Herren alle Titelverteidiger von 1976 (die alpinen Skirennen der damaligen Olympischen Spiele in Innsbruck waren gleichzeitig Weltmeisterschaften gewesen) am Start waren, fehlte bei den Damen die dreifache Siegerin Rosi Mittermaier, die zurückgetreten war. Die für den Iran startende Elena Matous war für die Weltmeisterschaften nicht startberechtigt, da sie hierzu – im Gegensatz zu den üblichen Weltcuprennen – einen Nachweis ihrer Staatsbürgerschaft hätte erbringen müssen. Es gab außerdem Startansuchen durch drei vom ÖSV kommende Läufer: Karin Schneeweiss, die für Belgien nannte, Marc Girardelli – und auch Hansi Hinterseer, wobei dieser sich für Marokko entschieden hatte, was jedoch gleich zum Scheitern verurteilt war, da dieser nordafrikanische Staat kein FIS-Mitglied war. FIS-Generalsekretär Gian Franco Kasper äußerte sich dazu, dass bei solchen Nationenwechseln Misstrauen angebracht sei, da es fraglich sei, ob die Läuferinnen/Läufer die beantragte Staatsbürgerschaft bald bekommen würden.

### Programm
Erstmals wurde bei Weltmeisterschaften der Damen-Riesenslalom in zwei Durchgängen ausgetragen.

## Eröffnung
Die Eröffnung fand am 28. Januar ab 15 h im Skistadion durch FIS-Präsident Marc Hodler in Anwesenheit des deutschen Bundespräsidenten Walter Scheel und des Ministerpräsidenten des Freistaates Bayern Alfons Goppel statt. Die Feier lief in einer Mischung zwischen bayerischer Folklore und sportlichem Flair mit einer von Willy Bogner gestalteten Show (Auftritte von Toni Sailer, Karl Schranz und Jean-Claude Killy, welche den Skistil ihrer Zeit vorführten) ab.

## Sportliche Geschehnisse

### Ausgangslage
Für jede Disziplin waren nur vier Starter erlaubt. Dies führte (wie bei fast allen Weltmeisterschaften oder olympischen Skirennen) in den Verbänden der größeren Skinationen bei der Auswahl dieser Quartette zu Diskussionen bzw. Härtefällen. Dazu kam auch die Rücksichtnahme auf die Kombinationschancen.
- Da die Herren bereits am 29. Januar mit der Abfahrt ihr erstes Rennen hatten, begann deren Training schon am 26. Januar.[10]
- Danièle Debernard, zweifache Olympia- und dreifache Weltmeisterschafts-Medaillengewinnerin, kam am 27. Januar beim Abfahrtstraining zu den Weltmeisterschaften zu Sturz und brach sich das Wadenbein.[11]
- Beim österreichischen Team war Klaus Eberhard aufgrund von Trainingsbestzeiten kurzfristig im Gespräch, ihn statt Peter Wirnsberger als vierten Fahrer aufzustellen[12], doch war bereits bei der Beschlussfassung über die Mannschaftsaufstellung in Kitzbühel festgehalten worden, daran nichts mehr zu rütteln. Dies wurde auch nach dem tatsächlichen Resultat, welches für Wirnsberger enttäuschend war, akzeptiert. So kam der Niederösterreicher nur als Vorläufer zum Einsatz.[13][14]
- Beim deutschen Team war befürchtet worden, dass Christian Neureuther wegen einer beim Gymnastiktraining erlittenen Innenbandverletzung am rechten Bein am Slalom nicht teilnehmen könne.[15]

### Vorschauen in den Zeitungen
Die Süddeutsche Zeitung brachte am 28./29. Januar 1978 zwei Artikel: Zur Herrenabfahrt beleuchtete Redaktionsmitglied Michael Gernandt unter dem Titel «Ich habe hier nichts zu verteidigen» Bernhard Russis Aussichten, der mit knapp 30 Jahren der älteste Weltklasseabfahrer war. Seine bisherige Saison war nicht ideal verlaufen: Zwar war er in der dritten Abfahrt der Saison in Cortina d’Ampezzo Zweiter geworden, doch hatte er die beiden ersten wegen Verletzungen versäumt, die vierte in Wengen hatte abgesagt werden müssen – und bei beiden Abfahrten in Kitzbühel war er wegen Grippe-Erkrankung nicht dabei. Er sah seinen Vorteil darin, dass er aufgrund all dieser Geschehnisse für die Weltmeisterschaftsabfahrt keinen Druck hatte.
In der Gesamtvorschau mit der Schlagzeile «Die wilde Jagd auf Franz Klammer» merkte Wolfgang Weingärtner an, dass 35 Verbände ihre Athleten ins Werdenfelser Land entsandt haben. Unter Hinweis auf die Saisonerfolge, dass „selten ein deutsches Team eine so gute Generalprobe gehabt“ habe, seien große Erwartungen geweckt worden. Die Goldanwärter für die Herrenabfahrt sah er wie ein Roulette: Es gäbe keinen Topfavoriten, es könnte, nebst Namen wie Sepp Ferstl, Michael Veith, Franz Klammer und Bernhard Russi genauso Steve Podborski sein wie Werner Grissmann. In den technischen Disziplinen gelte Ingemar Stenmark nach seinen Niederlagen nicht mehr als unschlagbar. Auch hier gäbe es viele gefährliche Gegner: im Slalom seien es Klaus Heidegger, Piero Gros und Petar Popangelow, im Riesenslalom seien Andreas Wenzel, Phil Mahre und Heini Hemmi, dem die flachen Passagen im unteren Streckenteil besonders liegen müssten, die großen Gegenspieler. Man komme auch immer wieder auf Christian Neureuther zurück, dem ein beachtlicher Saisonstart gelungen sei.
Im Damenbereich sei, zumindest in der Abfahrt, das Gedränge um einen Spitzenplatz nicht ganz groß. Annemarie Moser-Pröll mit bisher 27 Abfahrtssiegen im Weltcup sei die Nummer eins. Marie-Theres Nadig sei fraglich, weil sie sich im ersten Training die Schulter ausgerenkt hatte. Evi Mittermaier, Bernadette Zurbriggen und Irene Epple seien auch in die Nähe der Favoritinnen zu rücken. Den technischen Wettbewerbe könnten Hanni Wenzel und Lise-Marie Morerod das Gepräge geben; im Slalom sei Perrine Pelen zu nennen und ihre Landsmännin Fabienne Serrat in beiden Disziplinen, auch Maria Epple gehöre zu den Medaillenanwärterinnen. Die Kosten der Weltmeisterschaften wurden auf 18 Millionen D-Mark beziffert (7 Millionen für die Organisation, 11 für die Investitionen). Die Industrie habe dafür Millionenbeträge ausgegeben, der DSV habe sich die Vorbereitung 1,5 Millionen kosten lassen, dies inklusive einer psychologischen Betreuerin. WM-Gold bei den Männern würde der Verband mit 18.000 DM honorieren, bescheidener seien 14.500 DM bei den Frauen.

#### Geschehnisse
- Danièle Debernard, zweifache Olympia- und dreifache Weltmeisterschafts-Medaillengewinnerin, stürzte beim Abfahrtstraining am 27. Januar und brach sich das Wadenbein, was zu ihrem Karriereende beitrug[11][16]

### Die Rennen in der Retrospektive
- Wollte man die erreichten Medaillen als Vergleich heranziehen, so waren (außer den schon Vorgenannten) bei den Herren Piero Gros auf 5 und Paul Frommelt auf 7 im Slalom, Willi Frommelt als Achter im Riesen und Werner Grissmann auf 8 und Michael Veith auf 15 in der Abfahrt aufscheinend. Die Damentabelle hatte Monika Kaserer auf 6, Lea Sölkner auf 8 und Pamela Behr auf 9 (Slalom), Annemarie Moser-Pröll auf 4 und Maria Epple auf 10 (Riesenslalom) sowie Doris De Agostini auf 6 und Irene Epple auf 8 (Abfahrt) gesehen.[17]
- Franz Klammer gab an, dass er im Falle eines Titelgewinns zu den Profis gewechselt wäre, nun aber wolle er „noch zwei Jahre weiterfahren“.[18]
- Willi Frommelt gelang es, innerhalb von drei Großereignissen in jeder Disziplin Medaillen zu erringen – überhaupt gelang dem liechtensteinischen Herrenteam eine hervorragende Medaillenbilanz (womit auch das Ausbleiben der erhofften Medaillen für Hanni Wenzel, der zumindest Kombinationssilber geblieben war, etwas kompensiert wurden).
- Lea Sölkner im Slalom und Maria Epple im Riesenslalom feierten bei den Weltmeisterschaften ihre ersten Siege überhaupt. Epple hatte einen zweiten Platz in Val-d’Isère, einen dritten und vierten Platz in Les Mosses und einen weiteren vierten in Madonna di Campiglio zu Buche stehen. Sölkner war in dieser Saison nur einmal aufs Podest gefahren (Platz 3 in Maribor); ihr Bestresultat stammte vom Riesenslalom in Courmayeur am 11. Dezember 1976, wo sie den zweiten Platz belegt hatte.
- Athleten, die mit Skiern österreichischer Unternehmen gefahren waren, gewannen insgesamt 6 Gold- 3 Silber- und 2 Bronzemedaillen.[19]

## Männer

### Abfahrt
| Platz | Land | Sportler          | Zeit        |
| ----- | ---- | ----------------- | ----------- |
| 1     | AUT  | Josef Walcher     | 2:04,12 min |
| 2     | FRG  | Michael Veith     | 2:04,19 min |
| 3     | AUT  | Werner Grissmann  | 2:04,46 min |
| 4     | FRG  | Sepp Ferstl       | 2:04,49 min |
| 5     | SUI  | Peter Müller      | 2:04,77 min |
|       | AUT  | Franz Klammer     | 2:04,77 min |
| 7     | CAN  | Steve Podborski   | 2:04,98 min |
| 8     | SUI  | Walter Vesti      | 2:06,13 min |
| -     | -    | -                 | -           |
| 13    | LIE  | Andreas Wenzel    | 2:06,67 min |
| 14    | SUI  | Bernhard Russi    | 2:06,71 min |
| 15    | FRG  | Peter Fischer     | 2:06,99 min |
| 16    | SUI  | Philippe Roux     | 2:07,37 min |
| 19    | AUT  | Peter Wirnsberger | 2:07,68 min |
| 29    | FRG  | Peter Stehle      | 2:10,19 min |

Titelverteidiger von 1976: Franz Klammer

Datum: 29. Januar, 12:00 Uhr

Piste: „Kandahar“

Länge: 3320 m, Höhenunterschied: 920 m

Tore: 32
Am Start waren 70 Läufer, 67 von ihnen erreichten das Ziel.

### Riesenslalom
| Platz | Land | Sportler         | Zeit        |
| ----- | ---- | ---------------- | ----------- |
| 1     | SWE  | Ingemar Stenmark | 3:02,52 min |
| 2     | LIE  | Andreas Wenzel   | 3:04,56 min |
| 3     | LIE  | Willi Frommelt   | 3:04,75 min |
| 4     | SUI  | Heini Hemmi      | 3:04,87 min |
| 5     | USA  | Phil Mahre       | 3:04,94 min |
| 6     | AUT  | Hans Enn         | 3:05,27 min |
| 7     | SUI  | Peter Lüscher    | 3:06,13 min |
| 8     | USA  | Pete Patterson   | 3:06,82 min |
| -     | -    | -                | -           |
| 14    | AUT  | Anton Steiner    | 3:07,85 min |
| 18    | AUT  | Klaus Heidegger  | 3:08,70 min |
| 19    | FRG  | Albert Burger    | 3:08,76 min |
| 20    | FRG  | Edi Reichart     | 3:08,79 min |
| 27    | AUT  | Leonhard Stock   | 3:06,90 min |
| 28    | FRG  | Frank Wörndl     | 3:09,64 min |
| 31    | FRG  | Sepp Ferstl      | 3:09,77 min |
| 32    | SUI  | Christian Hemmi  | 3:10,35 min |

Titelverteidiger von 1976: Heini Hemmi

Datum: 2. Februar, 10:00 Uhr (1. Lauf), 13:00 Uhr (2. Lauf)
Piste: „Horn“

Länge: 1355 m, Höhenunterschied: 400 m

Tore: 63 (1. Lauf), 61 (2. Lauf)
Am Start waren 104 Läufer, 85 von ihnen erreichten das Ziel.
Ausgeschieden u. a.: Jean-Luc Fournier (SUI), Paul Frommelt (LIE), Erik Håker (NOR), Bojan Križaj (YUG), Ken Read (CAN), Michel Vion (FRA)

### Slalom
| Platz | Land | Sportler             | Zeit        |
| ----- | ---- | -------------------- | ----------- |
| 1     | SWE  | Ingemar Stenmark     | 1:39,54 min |
| 2     | ITA  | Piero Gros           | 1:40,20 min |
| 3     | LIE  | Paul Frommelt        | 1:40,47 min |
| 4     | AUT  | Anton Steiner        | 1:40,74 min |
| 5     | ITA  | Mauro Bernardi       | 1:42,20 min |
| 6     | FRG  | Christian Neureuther | 1:42,74 min |
| 7     | JPN  | Toshihiro Kaiwa      | 1:43,20 min |
| 8     | USA  | Steve Mahre          | 1:43,76 min |
| -     | -    | -                    | -           |
| 10    | SUI  | Peter Aelig          | 1:44,44 min |
| 11    | AUT  | Hans Enn             | 1:44,75 min |
| 12    | FRG  | Frank Wörndl         | 1:45,33 min |
| 15    | FRG  | Albert Frank         | 1:47,43 min |
| 18    | LIE  | Andreas Wenzel       | 1:47,43 min |
| 29    | FRG  | Sepp Ferstl          | 1:50,91 min |

Titelverteidiger von 1976: Piero Gros

Datum: 5. Februar, 10:00 Uhr (1. Lauf), 12:30 Uhr (2. Lauf)
Piste: „Gudiberg“

Länge: 450 m, Höhenunterschied: 190 m

Tore: 67 (1. Lauf), 62 (2. Lauf)
Am Start waren 102 Läufer, 39 von ihnen erreichten das Ziel.
Ausgeschieden u. a.: Jean-Luc Fournier (SUI), Willi Frommelt (LIE), Klaus Heidegger (AUT), Bojan Križaj (YUG), Peter Lüscher (SUI), Phil Mahre (USA), Wolfram Ortner (AUT), Steve Podborski (CAN), Petar Popangelow (BUL), Fausto Radici (ITA), Stig Strand (SWE), Boris Strel (YUG), Gustav Thöni (ITA)

### Kombination
| Platz | Land | Sportler          | Punkte  |
| ----- | ---- | ----------------- | ------- |
| 1     | LIE  | Andreas Wenzel    | 2732,34 |
| 2     | FRG  | Sepp Ferstl       | 2749,64 |
| 3     | USA  | Pete Patterson    | 2752,28 |
| 4     | URS  | Wladimir Andrejew | 2773,87 |
| 5     | URS  | Waleri Zyganow    | 2779,52 |
| 6     | POL  | Maciej Gąsienica  | 2800,48 |
| 7     | GBR  | Alan Stewart      | 2819,95 |
| 8     | POL  | Wojciech Gajewski | 2843,74 |

Titelverteidiger 1976: Gustav Thöni

Am Start waren 70 Läufer, 13 von ihnen klassierten sich. Die Positionen wurden nach einem Punktesystem aus den Ergebnissen der Abfahrt, des Riesenslaloms und des Slaloms ermittelt.

## Frauen

### Abfahrt
| Platz | Land | Sportlerin            | Zeit        |
| ----- | ---- | --------------------- | ----------- |
| 1     | AUT  | Annemarie Moser-Pröll | 1:48,31 min |
| 2     | FRG  | Irene Epple           | 1:48,55 min |
| 3     | SUI  | Doris De Agostini     | 1:49,11 min |
| 4     | SUI  | Marie-Theres Nadig    | 1:49,64 min |
| 5     | USA  | Cindy Nelson          | 1:50,26 min |
| 6     | FRG  | Evi Mittermaier       | 1:50,42 min |
| 7     | AUT  | Brigitte Totschnig    | 1:50,47 min |
| 8     | AUT  | Martina Ellmer        | 1:50,89 min |
| 9     | AUT  | Irmgard Lukasser      | 1:50,93 min |
| 10    | FRG  | Monika Bader          | 1:51,04 min |
| 11    | SUI  | Bernadette Zurbriggen | 1:51,61 min |
| -     | -    | -                     | -           |
| 13    | SUI  | Evelyne Dirren        | 1:51,85 min |
| 17    | FRG  | Heidi Wiesler         | 1:53,33 min |
| 29    | LIE  | Hanni Wenzel          | 1:56,74 min |
| 49    | LIE  | Petra Wenzel          | 2:06,43 min |

Titelverteidigerin von 1976: Rosi Mittermaier (Karriere beendet)

Datum: 1. Februar, 12:00 Uhr

Piste: „Olympia“

Länge: 2800 m, Höhenunterschied: 680 m

Tore: 31
Am Start waren 58 Läuferinnen, 54 von ihnen erreichten das Ziel.

### Riesenslalom
| Platz | Land | Sportlerin            | Zeit        |
| ----- | ---- | --------------------- | ----------- |
| 1     | FRG  | Maria Epple           | 2:41,15 min |
| 2     | SUI  | Lise-Marie Morerod    | 2:41,20 min |
| 3     | AUT  | Annemarie Moser-Pröll | 2:41,90 min |
| 4     | FRG  | Irene Epple           | 2:42,02 min |
| 5     | LIE  | Hanni Wenzel          | 2:42,43 min |
| 6     | FRA  | Fabienne Serrat       | 2:42,83 min |
| 7     | LIE  | Ursula Konzett        | 2:42,84 min |
| 8     | FRA  | Perrine Pelen         | 2:43,38 min |
| 9     | SUI  | Erika Hess            | 2:44,25 min |
| 10    | FRG  | Christa Zechmeister   | 2:44,89 min |
| 11    | AUT  | Lea Sölkner           | 2:44,96 min |
| -     | -    | -                     | -           |
| 17    | FRG  | Regine Mösenlechner   | 2:46,13 min |
| 19    | AUT  | Brigitte Totschnig    | 2:46,48 min |
| 29    | LIE  | Petra Wenzel          | 2:48,60 min |
| 35    | SUI  | Bernadette Zurbriggen | 2:49,66 min |

Titelverteidigerin von 1976: Kathy Kreiner

Datum: 4. Februar, 10:00 Uhr (1. Lauf), 13:00 Uhr (2. Lauf)

Piste: „Horn“

Höhenunterschied: 345 m

Tore: 47 (1. Lauf), 51 (2. Lauf)
Am Start waren 76 Läuferinnen, 65 von ihnen erreichten das Ziel.
Ausgeschieden u. a.: Monika Kaserer (AUT), Marie-Theres Nadig (SUI)

### Slalom
| Platz | Land | Sportlerin            | Zeit        |
| ----- | ---- | --------------------- | ----------- |
| 1     | AUT  | Lea Sölkner           | 1:24,85 min |
| 2     | FRG  | Pamela Behr           | 1:25,33 min |
| 3     | AUT  | Monika Kaserer        | 1:25,37 min |
| 4     | FRA  | Perrine Pelen         | 1:25,67 min |
| 5     | FRA  | Fabienne Serrat       | 1:25,75 min |
| 6     | LIE  | Hanni Wenzel          | 1:26,09 min |
| 7     | SUI  | Lise-Marie Morerod    | 1:26,59 min |
| 8     | ITA  | Claudia Giordani      | 1:26,87 min |
| 9     | FRG  | Christa Zechmeister   | 1:26,99 min |
| 10    | FRG  | Regine Mösenlechner   | 1:27,43 min |
| -     | -    | -                     | -           |
| 12    | AUT  | Sigrid Totschnig      | 1:27,84 min |
| 19    | AUT  | Annemarie Moser-Pröll | 1:31,60 min |

Titelverteidigerin von 1976: Rosi Mittermaier (Karriere beendet)

Datum: 3. Februar, 10:00 Uhr (1. Lauf), 12:30 Uhr (2. Lauf)

Piste: „Gudiberg“

Länge: 320 m, Höhenunterschied: 160 m

Tore: 50 (1. Lauf), 51 (2. Lauf)
Am Start waren 74 Läuferinnen, 42 von ihnen erreichten das Ziel.
Ausgeschieden u. a.: Wanda Bieler (ITA), Christin Cooper (USA), Maria Epple (FRG), Patricia Emonet (FRA), Blanca Fernández Ochoa (ESP), Viki Fleckenstein (USA), Erika Hess (SUI), Ursula Konzett (LIE), Petra Wenzel (LIE)

### Kombination
| Platz | Land | Sportlerin            | Punkte  |
| ----- | ---- | --------------------- | ------- |
| 1     | AUT  | Annemarie Moser-Pröll | 2460,39 |
| 2     | LIE  | Hanni Wenzel          | 2476,80 |
| 3     | FRA  | Fabienne Serrat       | 2478,44 |
| 4     | CAN  | Kathy Kreiner         | 2498,43 |
| 5     | TCH  | Dagmar Kuzmanová      | 2509,23 |
| 6     | USA  | Cindy Nelson          | 2511,63 |
| 7     | FRA  | Martine Liouche       | 2525,21 |
| 8     | NOR  | Torill Fjeldstad      | 2530,84 |

Titelverteidigerin von 1976: Rosi Mittermaier (Karriere beendet)

Am Start waren 58 Läuferinnen, 21 von ihnen klassierten sich. Die Positionen wurden nach einem Punktesystem aus den Ergebnissen der Abfahrt, des Riesenslaloms und des Slaloms ermittelt.

## Medaillenspiegel
| Platz | Land               | Gold | Silber | Bronze | Gesamt |
| ----- | ------------------ | ---- | ------ | ------ | ------ |
| 1     | Österreich         | 4    | –      | 3      | 7      |
| 2     | Schweden           | 2    | –      | –      | 2      |
| 3     | BR Deutschland     | 1    | 4      | –      | 5      |
| 4     | Liechtenstein      | 1    | 2      | 2      | 5      |
| 5     | Schweiz            | –    | 1      | 1      | 2      |
| 6     | Italien            | –    | 1      | –      | 1      |
| 7     | Frankreich         | –    | –      | 1      | 1      |
|       | Vereinigte Staaten | –    | –      | 1      | 1      |